# Great Wall Wingle
«Great Wall Wingle» (укр. «Ґрейт вол вінґл») — рамний пікап китайської компанії Great Wall. Виготовляється з 2006 року. В Австралії модель називається Great Wall V240, в Італії — Great Wall Steed. В Україні військова модифікація називається Богдан Карго (Богдан-2351) і поставляється в Збройні Сили України, а санітарний автомобіль пропонується під назвою Богдан-2251.

## Опис

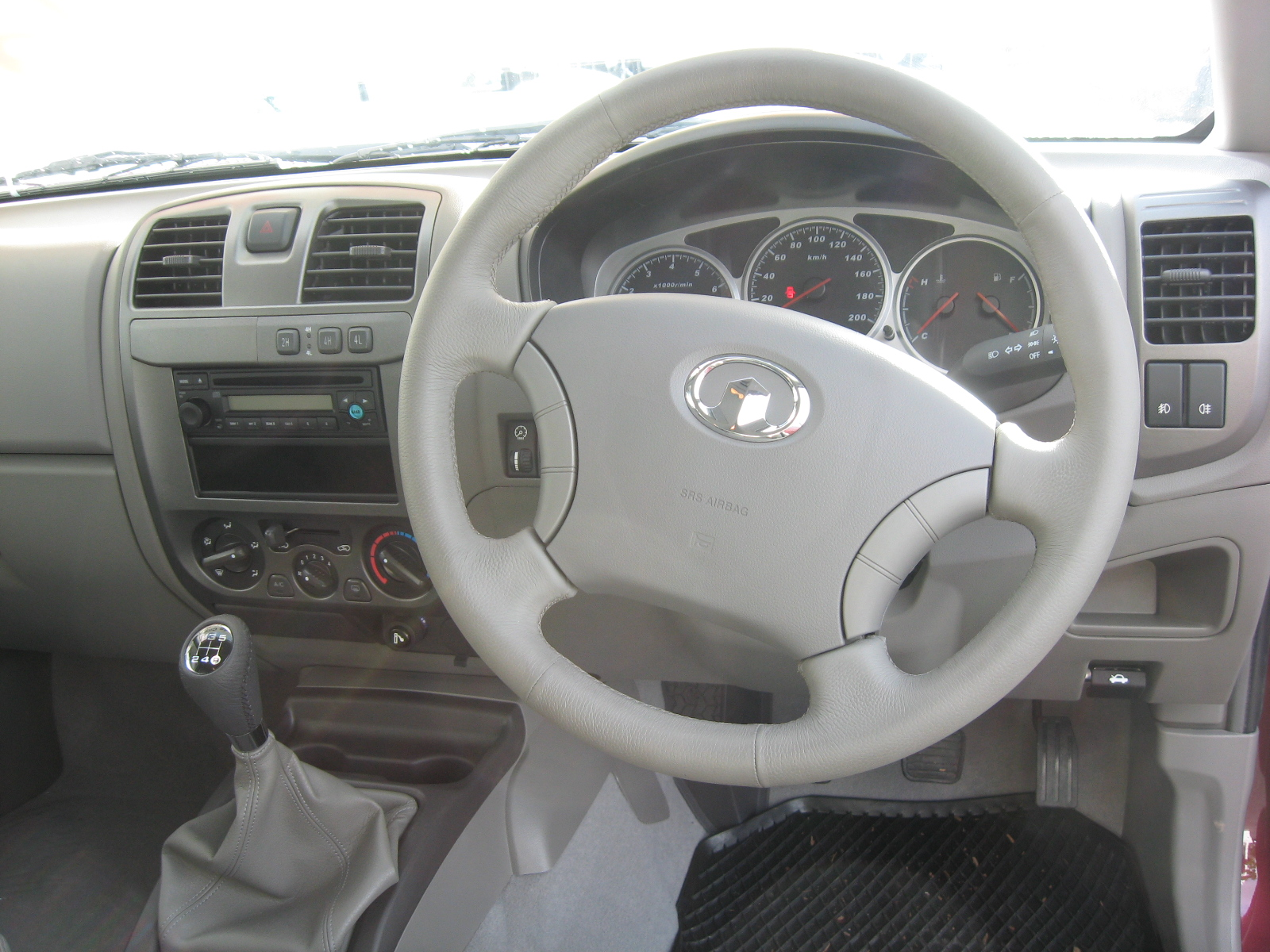
Great Wall Wingle

Дебютував на міжнародному автосалоні в Гуанджоу влітку 2006 року. Виробляється на заводі компанії Great Wall в Китаї. Модель нагородили оригінальним дизайном, який вперше виконаний з привнесенням американського стилю.
Випускається як задньоприводна версія пікапа Wingle (4x2 модель CC1031PS40), так і повноприводний варіант (4x4) — CC1031PS60. Ті, кому часто доводиться з'їжджати з асфальту на путівець, напевно оцінять позашляхові якості Wingle. Електронно підключається привід зі пониженою передачею в поєднанні з тяговитим двигуном, малими звісами і довгохідною підвіскою дозволяють автомобілю долати більш ніж серйозні перешкоди. Кліренс — 194 мм.

### Great Wall Wingle 5

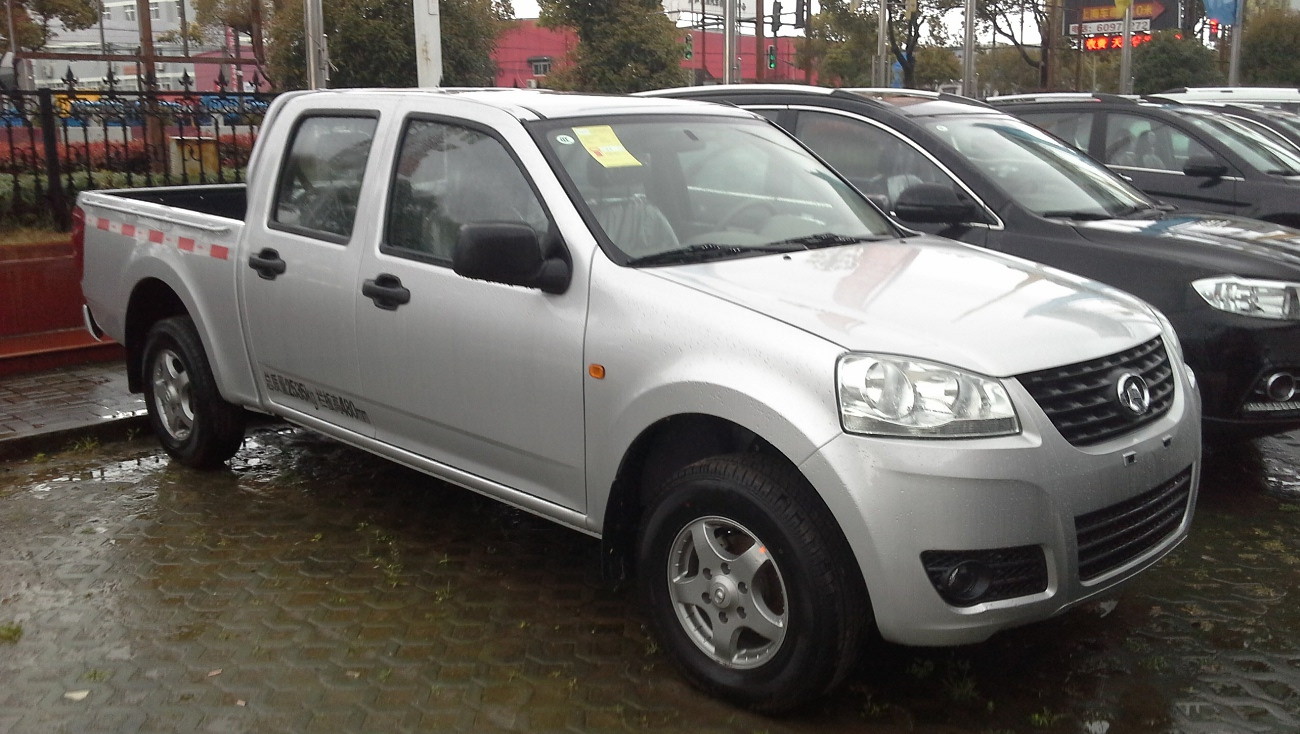
Great Wall Wingle 5 (з 2010)

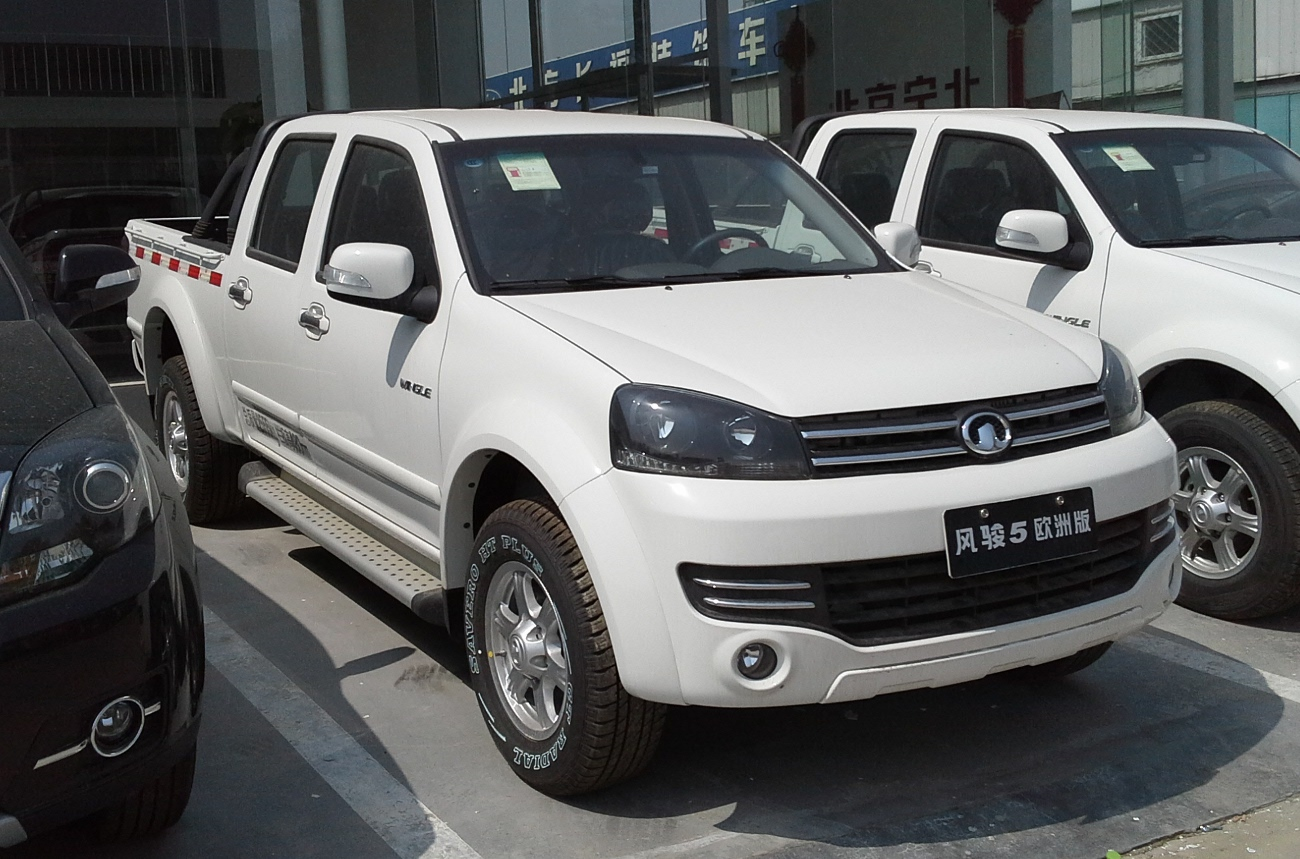
Great Wall Wingle 5 European Edition (з 2014)

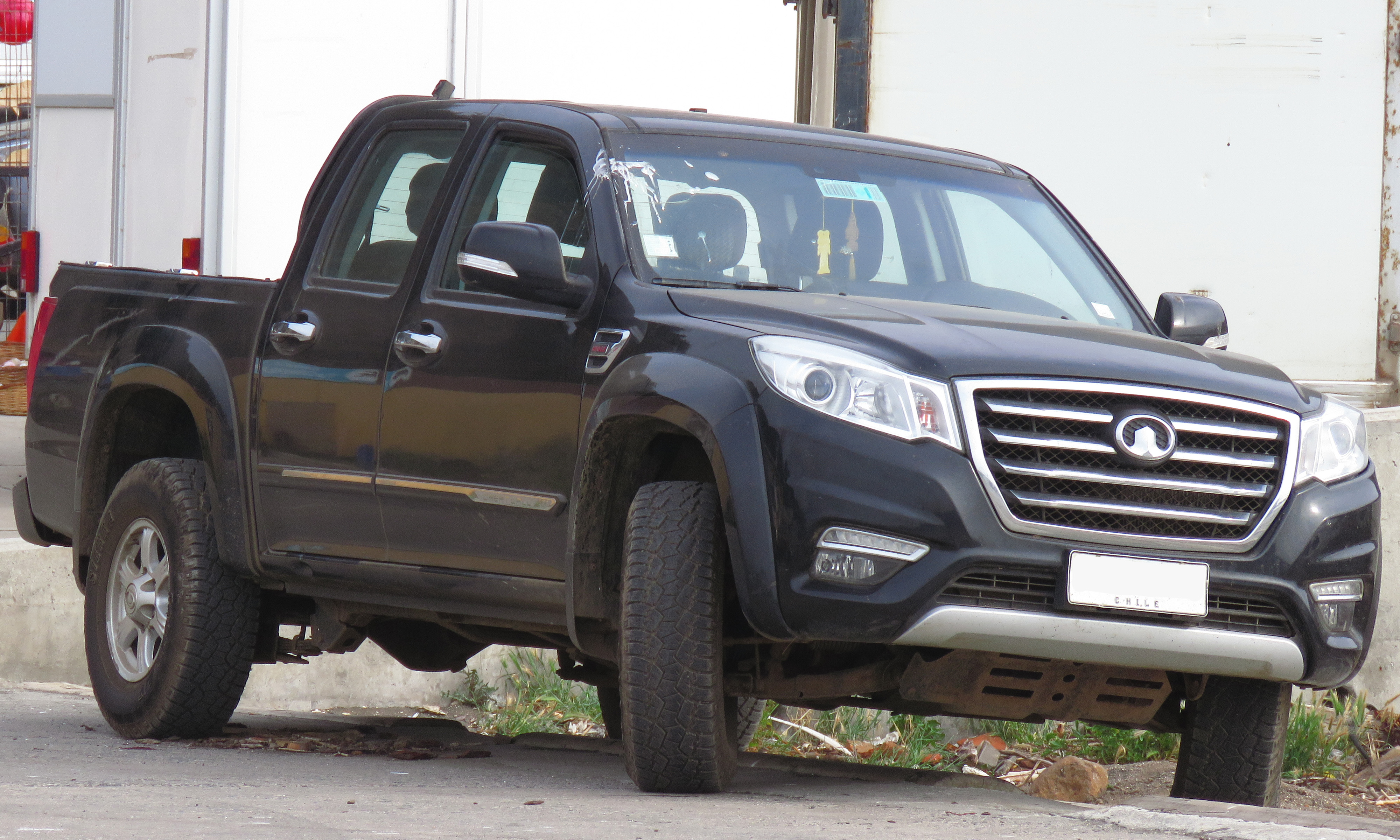
Great Wall Wingle 6 (з 2014)

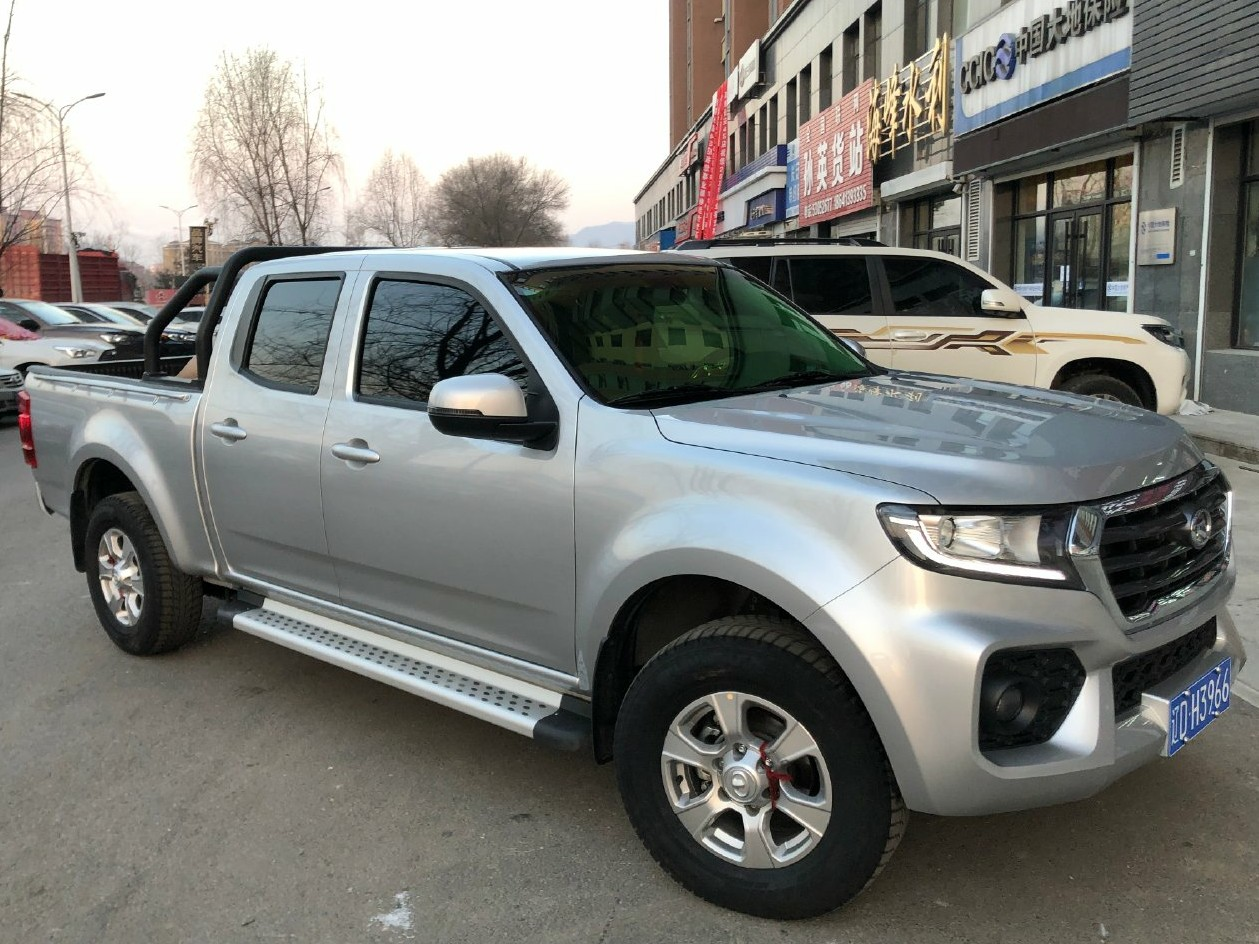
Great Wall Wingle 7 (з 2018)

В 2010 році дебютував Great Wall Wingle 5. Рамний повнопривідний п'ятимісний пікап побудований на базі Hover H5. Відрізняється від моделі попереднього покоління вдосконаленою конструкцією, сучасним дизайном і більш якісними матеріалами обробки.
Зовнішність автомобіля змінилася. Great Wall Wingle 5 отримав індивідуальні риси, втративши схожість з Toyota 4Runner. Модифікували передню частину кузова — фари, фальшрадиаторні ґрати і бампер, а в іншому зовнішність автомобіля практично не змінилася. В цілому, екстер'єр позбавлений будь-якої самобутності. Високий кліренс (194 мм) і повний привід поліпшили прохідність машини, але не перевели її в розряд повноцінних позашляховиків. Габарити Грейт Вол Вінгл 5 рівні: довжина — 5040 мм, ширина — 1800 мм, висота — 1730 мм, колісна база — 3050 мм. 
Інтер'єр салону Great Wall Wingle 5 не отримав яскравих дизайнерських рішень, а й старомодним його назвати не можна. У цьому поколінні крісло водія піднесено, додані регулювання нахилу керма. Автомобіль здатний взяти на борт 5 осіб і перевозити в кузові вантаж, вагою до 975 кг.
Пікап Great Wall Wingle 5 оснащується системою повного приводу з електронним управлінням і можливістю вибору одного з 3 режимів — 2H, 4H і понижувальної передачі 4L — натисканням відповідної кнопки на передній панелі.
Стандартна комплектація Great Wall Wingle 5 включає в себе:
- CD-магнітолу з 4 динаміками,
- шкіряну обшивку керма,
- передній підлокітник,
- кондиціонер,
- обігрів дзеркал,
- підігрів заднього скла,
- передні і задні склопідйомники,
- антиблокувальну систему гальм,
- AM/FM,
- іммобілайзер,
- центральний замок.

### Двигуни
Бензинові
- 2.2 л GW491QE I4 106 к.с.
- 2.4 л 4G69 I4
- 2.4 л 4G64 I4 потужністю 134 к.с.
- 2.4 л 4G64 I4 потужністю 122—129 к.с. 200 Нм

Дизельні
- 2.0 л GW2.0TCI I4 потужністю 139—150 к.с. 305 Нм
- 2.5 л GW2.5TCI I4
- 2.8 л GW2.8TC I4 потужністю 95 к.с. 225 Нм

## В Україні

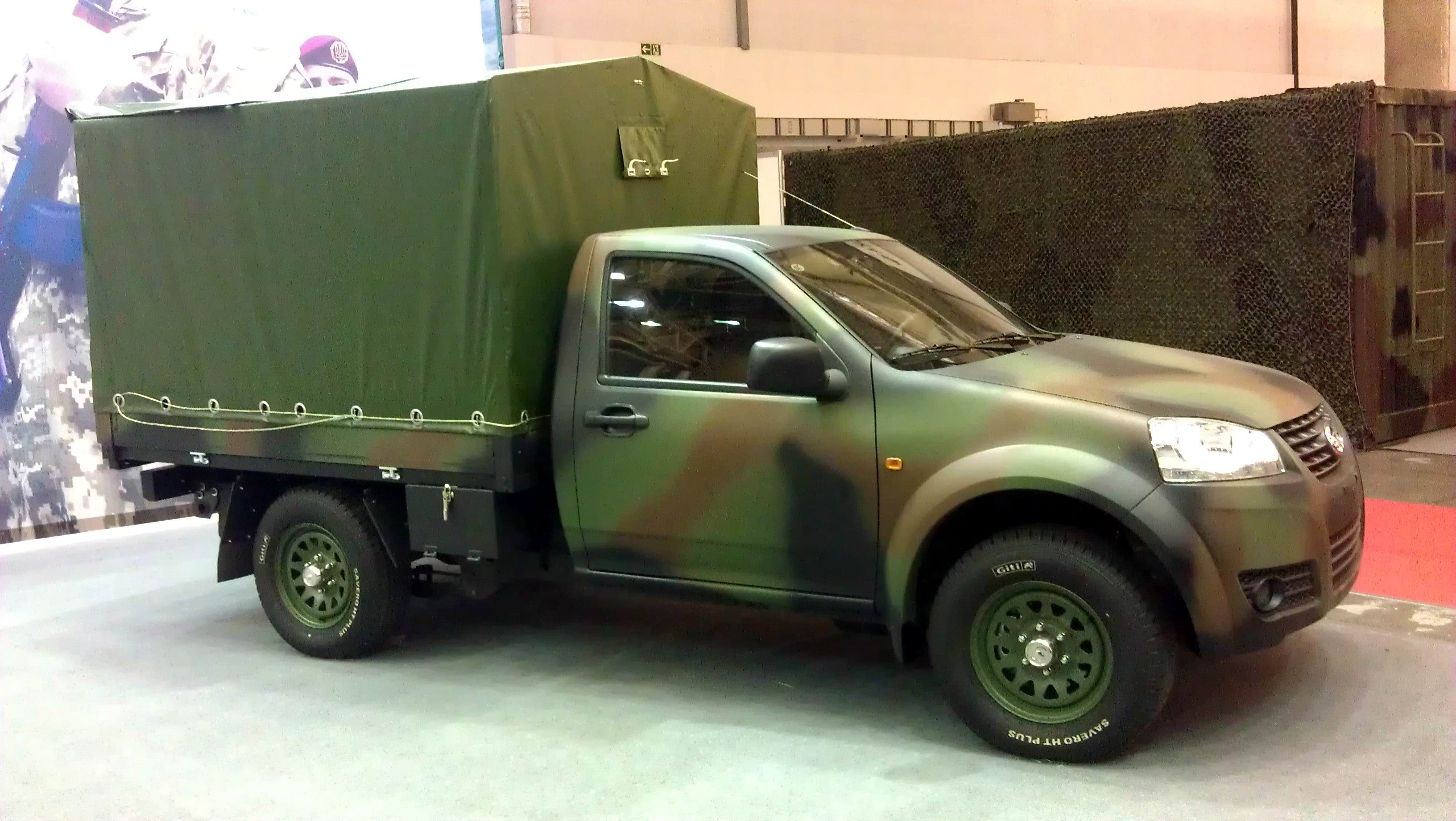
Great Wall Wingle 5 для української армії (з 2014)

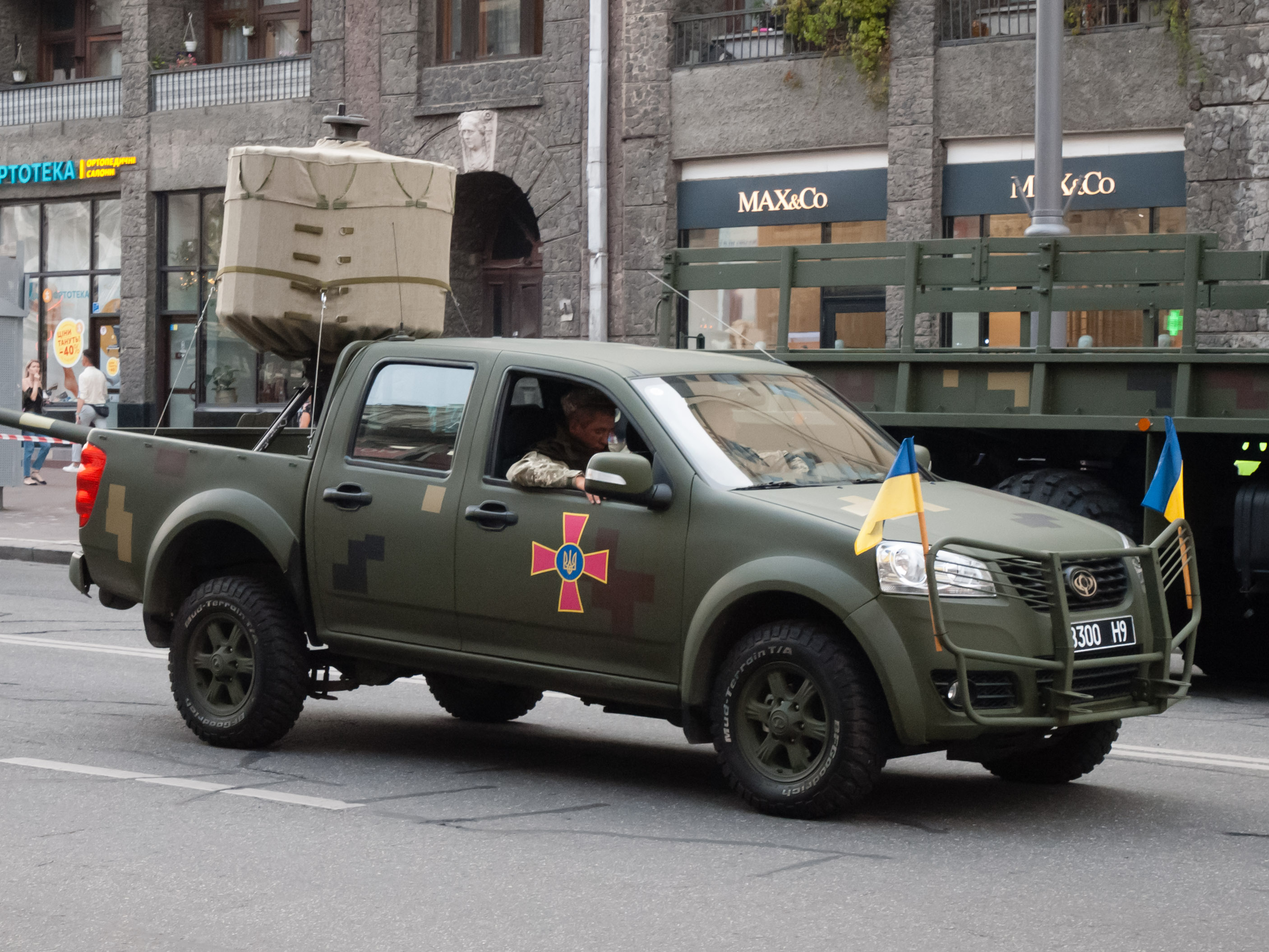
Богдан-2351

В Україні з 23 серпня 2007 року на КрАСЗ стартувала лінія по збиранню трьох моделей компанії Great Wall, в тому числі і моделі Wingle. Пікап створено на платформі позашляховика Hover.
Модель, що продається в Україні має турбодизельний двигун GW 2.8 TC-2 потужністю 95 к.с. та відповідає нормам Euro 3. Витрата пального на трасі — 8,1 л/100 км, а в місті — до 10,3 л/100 км. Гранична мінімальна температура старту двигуна з використанням передпускового підігріву становить −35ºС. З 2016 року пропонується автомобіль з турбодизелем 2,0 л потужністю 150 к.с. і 6-ст. МКПП.
В березні 2018 року корпорація «Богдан» почала складати багатоцільовий автомобіль Богдан-2351 на базі Great Wall Wingle 5 doublecab.